# Venetica
Venetica ist ein Action-Rollenspiel, Das Spiel wurde vom deutschen Entwickler Deck13 entwickelt und vom Publisher dtp entertainment vertrieben.

## Handlung
In gewissen regelmäßigen Abständen wird das „Amt des Todes“ neu besetzt. Der nächste „Tod“ sollte ein gewisser Victor werden. Er hatte sich jedoch zuvor mit den verbotenen Künsten der Nekromantie beschäftigt, weshalb ihm das Amt des Todes, das er als sein Geburtsrecht ansah, verwehrt wurde. Aus Frust und Rache beschloss er, die Menschheit auszulöschen. Durch ein Ritual und eine Lücke in den Gesetzen des Todes wurden er und vier seiner Untertanen untot. Die Gesetze des Todes gelten nun nicht mehr für sie. Die vier Diener Victors haben bestimmte Aufgaben:
- Die Fürstin: Sie führt den Assassinenorden an. Unbeugsame Gegner Victors sollen durch sie getötet werden.
- Hector: Er beherrscht den Seehandel. Mit ihm soll ein Handelsmonopol  erreicht werden. Seine Truppen sind Persische Soldaten.
- Chiamara: Die afrikanische Juma-Prinzessin verfügt über nekromantische Kräfte und eine große Anzahl von Kriegern.
- Der Doge: Er regiert Venedig und kann seine Rechte, falls nötig, an die anderen abtreten.

Der noch gegenwärtige Tod brach die Regeln und zeugte noch kurz vor Antritt seines Amtes mit einer Frau seine Tochter Scarlett. Diese verfügt ohne ihr Wissen annähernd über die Kräfte des Todes. Scarlett wird in ein Bergdorf gebracht, um dort aufzuwachsen. Ihre Herkunft kennt sie nicht. Das Bergdorf wird von Assassinen angegriffen. Nachdem der Angriff abgewehrt wurde, erfährt Scarlett von ihrer Herkunft und ihren Fähigkeiten. Nachdem sie die Mondklinge, ein Artefakt, das allein in der Lage ist, untote Lebewesen endgültig zu töten, gefunden hat, reist Scarlett nach Venedig und tötet die Anführerin der Assassinen, die einer der vier Diener Victors ist.
Die Aufgabe ist es nun herauszufinden, ob das Schwarze Grimoire noch existiert. Es sollte vom Hüter Sophistos zerstört worden sein. Der untote Fürst Victor benötigt das Grimoire, um seine Pläne zu verwirklichen. Sophistos wird auf ein persisches Schiff gebracht und getötet, als Scarlett schließlich zu ihm durchdringt. Anschließend tötet Scarlett den Befehlshaber der Perser, Hector, und versenkt das Schiff. Scarlett sucht nun Sophistos' Geist in seinem Haus auf. Er erzählt, dass er das Grimoire nicht zerstört hat. Nachdem Scarlett es gefunden hat, verbrennt Scarlett es. Das Schwarze Grimoire ist damit aber nicht zerstört, sein „Inhalt“ lebt in einer Zwischenwelt weiter.
Chiamara belegt Scarlett mit einem Giftfluch, der nur von der Prinzessin selbst aufgehoben werden kann und ansonsten tödlich wirkt. Um ihn aufzuheben, reist Scarlett nach Afrika. Nach einem Duell mit Chiamara gibt diese auf und hebt den Fluch auf, damit ist das Gift neutralisiert. Sie übergibt Scarlett eine Essenz, mit der sie Victor erreichen kann. Scarlett besiegt Victor in einem Kampf in Venedig. Sie, oder wahlweise der Tod, „tötet“ Victor endgültig.

### Spielwelt
Venedig ist dem realen Venedig im Baustil nachempfunden. Die Spielwelt-Stadt besteht aus insgesamt vier Bezirken, die über den Landweg oder über Gondolieri erreichbar sind:
- Äußere Bezirk: In ihm wohnen vor allem Händler und die Unterschicht der Gesellschaft. Unter dem Äußeren Bezirk befinden sich Katakomben.

- Innere Bezirk: In ihm wohnt die Mittelschicht. Es gibt hier nur wenige Händler. Im Süden befindet sich die halbzerstörte „Hohe Kathedrale“. Im Süden ankerte das Schiff der Persischen Streitkraft. Unter dem Inneren Bezirk befinden sich Katakomben.

- Arsenal-Bezirk: Hier wohnen ausschließlich Verbrecher. In diesem Bezirk existiert keine Stadtwache. Das Netz der Gassen ist sehr verzweigt. Es existieren hier eine Taverne, ein Bordell, eine Kirche und eine Art Krankenhaus. Hier werden Schiffe für den Dogen von Venedig gebaut und in den Hafen gebracht. Solange dies erfolgt, werden die Gesetze hier nicht durchgesetzt. Unter dem Arsenal-Bezirk befinden sich Katakomben.

- Hafen: Er ist im Vergleich mit den anderen Bezirken sehr klein und relativ bevölkerungsarm. Hier ankern Schiffe, mit denen Scarlett nach Afrika in das Juma-Stammesland reisen kann. Das Juma-Stammesland befindet sich in Afrika. Es ist verwahrlost und vertrocknet. Die Juma-Krieger und ihre Prinzessin Chiamara wohnen hier.

Für die Synchronisation wurden zum Teil bekannte Synchronsprecher verpflichtet, darunter Manja Doering (Scarlett), Claudia Urbschat-Mingues (Liora), Dennis Schmidt-Foß (Benedict) und Lutz Riedel (der Tod).

## Spielprinzip
Scarlett verfügt über drei Energiebalken:
- Lebensenergie   (reduziert sich bei Schaden; ist durch „Ausruhen“ und Lebensmittel/Tränke regenerierbar)
- Mentale Energie (wird für Zaubersprüche benötigt; ist durch „Erfrischen“ und Kräuter/Tränke regenerierbar)
- Schattenenergie (wird für den Übergang ins Schattenreich benötigt; kann durch die Mondklinge und Giftpilze aufgeladen werden)

Insgesamt existieren vier Waffenarten, die Scarlett nutzen kann:
- die Mondklinge
- Schwerter
- Hämmer und Äxte
- Speere

Jede Waffengattung attackiert unterschiedlich schnell und besitzt Kombinationsangriffe, die Scarlett allerdings erst im Laufe des Spiels erlernen kann.
Außerdem kann Scarlett „Geistfähigkeiten“ lernen:
- passive, wie z. B. das Sprechen mit Geistern
- aktive, wie z. B. eine Giftwolke

Die Schattenwelt existiert parallel zur normalen Welt. Durch eine Fähigkeit kann Scarlett in diese gelangen. In dieser können Gegner sie nicht sehen, Scarlett selbst sieht aber die restliche Welt. Hier kann Scarlett an bestimmten Stellen mit Geistern sprechen. Durch Totenportale, die nur in der Schattenwelt sichtbar sind, gelangt Scarlett in versteckte Räume. Der Aufenthalt in dieser Welt ist durch ein Zeitlimit begrenzt. Ist dieses überschritten, erscheint Scarlett automatisch wieder in der normalen Welt. Um wieder in die Schattenwelt zu gelangen, muss sich die Fähigkeit regenerieren. Dies passiert nach ein paar Sekunden.
Nur die Mondklinge kann untote Kreaturen letztendlich töten. Wenn Scarlett mit der Klinge, egal welchen Gegner, tötet, lädt das die „Schattenenergie“ auf. Mit dieser Schattenenergie kann Scarlett, je nach Spielfortschritt, maximal siebenmal sterben. Wenn Scarlett stirbt, erwacht sie sofort in der Schattenwelt und erhält 50 Prozent der Lebensenergie zurück.

## Produktionsnotizen
Venetica erschien im September 2009 für Windows und kurz darauf für die Xbox 360. Eine PlayStation-3-Fassung folgte erst im Jahr 2010.

## Rezeption
Im Rahmen des deutschen Entwicklerpreises 2009 bekam Venetica den Publikumspreis „Bestes deutsches Actionspiel 2009“ verliehen.
Von der Fachpresse wurde Venetica im Allgemeinen positiv bewertet. So vergab PC Games 79 % Spielspaß, GameStar 83 % und 4Players.de vergab 80 von 100 möglichen Punkten. Die Computer Bild Spiele gab Venetica die Note 1,63, aufgrund technischer Fehler und Bugs und der relativ hohen Hardware-Anforderungen führte sie allerdings eine Abwertung auf 3,25 durch. Mit den beiden bald nach der Veröffentlichung erschienenen Patches wurden aber die meisten Fehler in Venetica behoben. Erwähnenswert ist auch, dass der zweite Patch die Grafik deutlich aufwertete. Zudem wurden viele Bugs entfernt und Verbesserungen hinzugefügt (z. B. Schnellspeichern).
Das Magazin GameStar nannte Venetica einen der „bemerkenswertesten deutschen Titel der letzten Jahre“.